# Rhipidia chiloeana
Rhipidia chiloeana är en tvåvingeart som först beskrevs av Alexander 1967.  Rhipidia chiloeana ingår i släktet Rhipidia och familjen småharkrankar. Inga underarter finns listade i Catalogue of Life.